# Tidops collaris
Tidops collaris är en mångfotingart som först beskrevs av Kraepelin 1903.  Tidops collaris ingår i släktet Tidops och familjen Scolopocryptopidae. Inga underarter finns listade i Catalogue of Life.